# Juan Gualberto González
Juan Gualberto González (Assunção, 12 de julho de 1851 — 30 de julho de 1912) foi um político paraguaio, presidente do país de 25 de novembro de 1890 a 9 de junho de 1894. Foi um dos fundadores da Associação Nacional Republicana, em 1887.

## Sua vida
Juan Gualberto González nasceu em Assunção em 12 de julho de 1851. Casou-se com a professora Rosa Peña Guanez, filha de Rosario Guanes e de Manuel Pedro Peña.
Quando ocorreu a Guerra do Paraguai contra a Tríplice Aliança, ele ofereceu seus serviços e ingressou no Departamento de Saúde do Exército. Ele foi feito prisioneiro, junto com Juan Bautista Gill, e teve que se alistar no exército dos aliados. Retornou a Assunção em 1869, dois anos depois ingressou na Maçonaria, na Loja União Paraguaia nº 30. Após algum tempo tornou-se um dos fundadores do Conselho Supremo Grau 33, esta instituição o exaltou neste cargo no dia 8 de julho, 1895, com Eleuterio Correo, Antonio Taboada e Cecilio Báez. Ele morreu em Assunção, em 30 de julho de 1912.

## Presidência
Foi Presidente da República entre 25 de novembro de 1890 e 9 de junho de 1894. O Vice-Presidente foi Marcos Morínigo e seu gabinete teve: José Tomás Sosa, como Ministro do Ministério do Interior, Venancio V. López (neto de Carlos Antonio López e sobrinho do Marechal López) no Ministério das Relações Exteriores, José Segundo Decoud no Tesouro; Benjamín Aceval no Departamento de Justiça e o General Juan B. Egusquiza na Guerra e Marinha.
Durante seu governo, a crise bancária declarada pelo governo anterior se agravou. Foi criada a Secretaria de Contribuição Direta (Imposto sobre Imóveis) e também o Município de Assunção. O Bispo Pedro Juan Aponte morreu. A Escola Prática de Agricultura, o Palácio do Governo foi inaugurado com uma grande exposição em comemoração ao Quarto Centenário do Descobrimento da América; foi concluída a construção da Cadeia Pública, foi criado também o edifício do Hospital Caridad e do Banco Mercantil. Em 18 de outubro de 1891, um golpe contra seu governo falhou, mas deixou um precedente na história do Paraguai. Em 1891 deixou o ex-chanceler coronel Juan Crisóstomo Centurión sem poder plenipotenciário diante dos governos da Inglaterra, França e Espanha; naquele ano fracassou a missão diplomática do representante boliviano Mariano Baptista.
Em 1892 foram concedidas as primeiras bolsas militares e criada uma Escola Prática de Agricultura. Em outubro do mesmo ano começou a funcionar a Lei do Ensino Médio e Superior, que foi muito importante na época. Em maio de 1893, a Faculdade de Notários e Escriturários do Tribunal Público. No dia 16 de julho se formaram os primeiros Doutores em Direito e Ciências Sociais em solenidade, foram eles: Emeterio González, Cecilio Báez e Gaspar J. Villamayor, o patrocinador foi Ramón Zubizarreta.
A cidade Hiparía foi fundada oficialmente; em 2 de abril de 1861 Facundo Insfrán foi nomeado Ministro do Departamento de Justiça em substituição a Benjamín Aceval. O Código de Comércio da Argentina foi adotado no Paraguai, o Palácio de López foi reformado, muitas novas colônias foram fundadas e foi possível a chegada de 1 723 imigrantes. O trem chega em sua viagem a Pirapó em agosto de 1891, perto de Yuty e o gasto público foi de cerca de 314 615,23 pesos. Havia 292 escolas com 18 944 alunos. O orçamento nacional foi estabelecido em 1 226 000,00 pesos para 1893.
José Segundo Decoud foi nomeado representante do Paraguai no Uruguai e no Brasil, César Gondra no Vaticano e Juan Durán y Cuervo na Espanha.
Os jornais: “La Democracia” (A Democracia) e “El Independiente” (O Independente) foram criados em 1891, “La República” (A República), “La Libertad” (A Liberdade), “El Pueblo” (O Povo ), “El Centinela” (A Guarda) e “La Patria” (A Pátria).

## Deposição
González deveria dar o poder a seu cunhado José Segundo Decoud, mas na manhã de 9 de junho de 1894, por causa de desentendimentos políticos, uma delegação que incluía Rufino Mazó, Eusebio Mongelós e Rufino Careaga apresentou-se ao seu gabinete e em nome do General Juan Bautista Egusquiza pediu-lhe que renunciasse à presidência. Quando González negou, foi levado ao quartel onde Egusquiza e o general Caballero o esperavam. González negou ter novamente renunciado e, por persuasão, o Parlamento concedeu o poder ao vice-presidente Marcos Morínigo.

## Carreira política
Foi ajudante da Secretaria de Saúde durante a Guerra do Paraguai contra a Tríplice Aliança. Foi magistrado e presidente da Câmara dos Deputados.  Em 26 de junho de 1869 ele se tornou membro fundador do “Club del Pueblo”. Em 1872, ele examinava o magistrado do comércio. Em 1873 ele foi o Defensor do povo. Em 1877 foi membro fundador da “Asociación Nacional Republicana” (Associação Nacional Republicana). Foi Presidente do Conselho de Créditos Públicos e responsável pelo Departamento de Justiça.